# Listă de scriitori sud-africani
Aceasta este o listă cu scriitorii din Africa de Sud.

## A-C
- Peter Abrahams
- Rehane Abrahams, (1970–)
- Tatamkulu Afrika, născut în Egipt (1920–2002)
- Christiaan Bakkes, (1971– )
- C. Johan Bakkes
- Shabbir Banoobhai (1949– )
- Mark Behr Africa de Sud/Tanzania
- Troy Blacklaws
- François Bloemhof
- K.S. Bongela
- Herman Charles Bosman (1905–1951)
- Alba Bouwer (1920– )
- Helen Brain
- Lawrence Bransby
- Cloete Breytenbach
- Breyten Breytenbach (1939– )
- Andre Brink
- Dennis Brutus (1924–2009)
- Stuart Cloete
- J.M. Coetzee (1940– ) - laureat al Premiului Nobel pentru Literatură în 2003
- Bryce Courtenay (1933– )
- Jeremy Cronin (1949– )
- Patrick Cullinan (1932– )

## D
- Achmat Dangor (1948– )
- Edwin de Kock (1930– )
- Ingrid de Kok (1951– )
- Gail Dendy (1957– )
- Rolfes Robert Reginald Dhlomo (1901–1971)
- Sandile Dikeni
- Modikwe Dikobe
- J.C. Dlamini
- Zebulon Dread
- C.J. Driver,
- John Dube
- K. Sello Duiker (1974–2005)

## E-G
- Ahmed Essop
- Tony Eprile - născut în Johannesburg dar în prezent trăiește în SUA
- Elisabeth Eybers (1915–2007)
- Mary Faulkner (1903–1973)
- Ruth First (1925–1982)
- Sir Percy Fitzpatrick (1862–1931)
- Charles J. Fourie (1965–)
- Lynne Freed
- Athol Fugard (1932– )
- Sheila Fugard, născută în Anglia (1932– )
- Magema Fuze
- Damon Galgut
- Nadine Gordimer (1923– ) - laureată a Premiului Nobel pentru Literatură în 1991
- Jeremy Gordin
- Stephen Gray, (1941– )
- Rachelle Greeff
- Mafika Gwala (1946– )

## H-J
- Joan Hambidge (1956– )
- Aziz Hassim
- Bessie Head (1937–1986) - născută în Africa de Sud dar adesea este considerată ca fiind o scriitore din Botswana
- Manu Herbstein (1936– )
- Bruce Hewett
- Jenny Hobbs
- Christopher Hope, (1944– )
- Emma Huismans,
- Alfred Hutchinson (1924–1972)
- Robin Hyde (1906–1939) - născut în Africa de Sud dar adesea este considerat ca fiind un scriitor din Noua Zeelandă
- Noni Jabuvi (1919?/1921?– )
- Rayda Jacobs
- Mhlobo Jadezweni (1954– )
- Ashraf Jamal
- Fhazel Johennesse (1956– )
- J.J.R. Jolobe
- Archibald Campbell Jordan
- Elsa Joubert, (1922–2020)
- Gideon Joubert

## K-L
- Ronelda Kamfer (1981)
- Farida Karodia (1942– )
- Anne Kellas (1951– ) - de asemenea, asociat și cu Australia
- Gloria Keverne (1985)
- Antjie Krog
- Mazisi Kunene
- Richard Kunzmann
- Ellen Kuzwayo (1914–2006)
- Alex La Guma (1925–1985)
- David Lambkin
- Anne Landsman
- Etienne Leroux
- Graham Michael Lesch
- David Robert Lewis (1968–)
- Colleen Lindsay, de asemenea, asociat și cu Mauritius
- Douglas Livingstone (1932–1996) - născut în Malaezia
- Al Lovejoy (1963–)
- Halejoetse Tsehlana

## M
- Sindiwe Magona, (1943– )
- Arthur Maimane (1932–2005 )
- N.J. Makhaye
- Nelson Mandela (1918– )
- Chris Mann
- Maishe Maponya
- Eugène Marais
- Andrew Martens
- John Mateer - de asemenea, asociat și cu Australia
- Mark Mathabane
- Dalene Matthee
- Todd Matshikiza (1921–1968)
- Don Mattera (1935– )
- James McClure
- Michelle McGrane (1974– ) - născut în Zimbabwe,
- Zakes Mda
- John van Melle (1887–1953) - născut în Olanda
- Gcina Mhlophe (1959– )
- Kirsten Miller
- Leonard Mncwango
- Bloke Modisane (1924–1986)
- Benjamin Moloise
- Casey Motsisi,
- Phaswane Mpe, (1970–2004)
- Es'kia (Ezekiel) Mphahlele (1919– )
- Samuel E.K. Mqhayi
- Oswald Mtshali
- Vusamazulu Credo Mutwa
- Phumasilwe Myeni
- Godfrey Mzamane
- Mbulelo Mzamane

## N
- Aletrishe Nietrà
- Njabulo Ndebele (1948– )
- J.K. Ngubane
- Mike Nicol (1951– )
- Marlene van Niekerk
- Lewis Nkosi (1936– )
- Arthur Nortje (1942–1970)
- C.S.Z. Ntuli
- D.B.Z. Ntuli
- Sibusiso Nyembezi

## O-S
- Diederik Johannes Opperman (1914– )
- Joy Packer (1905–1977)
- Raj Patel
- Essop Patel
- Alan Paton (1903–1988)
- Abel Phelps
- Sol T. Plaatje
- Menan du Plessis (1952– )
- Laurens van der Post
- Z.S. Qangule
- Richard Rive
- Sheila Roberts (1937– )
- Eric Rosenthal (1905-?)
- Mary Sadler (1941– )
- Riana Scheepers
- Karel Schoeman (1939– )
- Alan Scholefield
- Olive Schreiner, (1855–1920)
- Tembela Sekele - de asemenea, asociat și cu Lesotho
- Sipho Sepamla (1932– )
- Mongane Wally Serote, (1944– )
- Gillian Slovo
- Adam Small
- Russell Smith
- Wilbur Smith (1932– )
- Kelwyn Sole
- Sylvester Stein
- Wilma Stockenstrom (1933– )
- Jonny Steinberg

## T-Z
- Can Themba (1924–1969)
- Miriam Tlali (1933– )
- Benedict Vilakazi
- Lettie Viljoen (1948– )
- Ivan Vladislavic (1957 – )
- Etienne van Heerden (1956– )
- Marlene van Niekerk (1954– )
- Charles van Onselen
- Christopher van Wyk
- Graham Walker
- Stephen Watson (1955– )
- Zoe Wicomb (1948– )
- Makhosazana Xaba
- Muntu Xulu
- Rose Zwi - născut în Mexic